# Лінгаєн (затока)
Лінгає́н — велика затока шириною 56 км на південному заході острова Лусон на Філіппінах. Затока омиває провінції Пангасінан та Ла Уніон і розташована між горами Замбалес та Центральна Кордильєра. До затоки Лінгаєн впадає річка Аґно.

## Географія

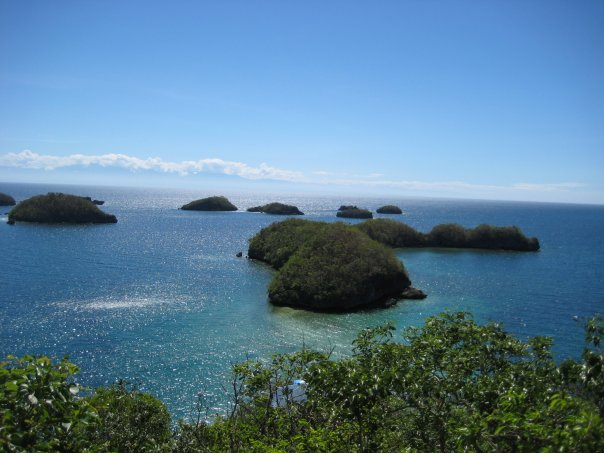
Національний парк Сто Островів

Затока має багато островів, найвідомішими з яких є Національний Парк Сто Островів. Ця туристична пам'ятка має 123 острови, більшість з яких є дуже маленькими. Найбільшим островом затоки є Кабарруян, який формує муніципалітет Анда провінції Пангасінан. Наступним за розміром є острів Сантьяго.
Берег затоки від Лабрадору до Сан Фабіан характеризується довгими пляжами з сірого піску. Інші добре відомі пляжі знаходяться в Болінао та Сан Фернандо. Через піщане дно води затоки Лінгаєн є мутними. Усі коралові рифи затоки було знищено внаслідок динамітної риболовлі, втім ведуться спроби відтворити деякі з них зокрема в Національному Парку Сто Островів.
На берегах затоки Лінгаєн розташовані кілька міст, зокрема міста Даґупа́н та Аламінос, провінції Пангасінан, а також місто Сан Фернандо провінції Ла Уніон. Місто Лінгаєн, що є столицею провінції Пангасінан також міститься на березі затоки.

## Економіка
Основою промисловості на берегах затоки є рибальство та виробництво солі. Назва провінції Пангасінан фактично означає «місце де виробляють сіль». Сіль виробляється тут шляхом випарювання морської води.
На берегах затоки також знаходиться найбільша на Філіппінах теплова електростанція Суал, що працює на кам'яному вугіллі. Потужність станції становить 1200 мегават.